# Robert Cummings

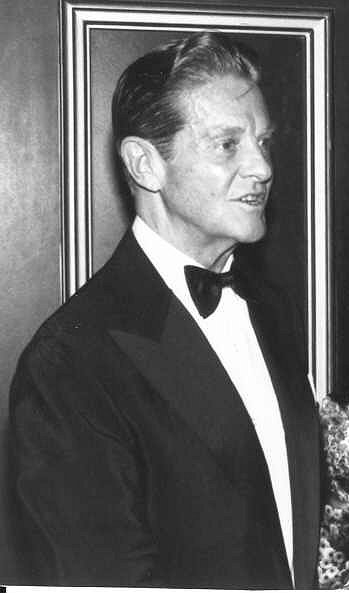
Robert Cummings
(Foto: Alan Light, 1979)

Robert „Bob“ Cummings (* 9. Juni 1910 in Joplin, Missouri, als Charles Clarence Robert Orville Cummings; † 2. Dezember 1990 in Woodland Hills, Kalifornien) war ein US-amerikanischer Schauspieler. Er trat in mehr als 75 Filmen auf.

## Karriere
Robert Cummings wurde nach den meisten Quellen 1910 geboren, wenngleich auch gelegentlich 1908 genannt wird. Er studierte zunächst an verschiedenen Universitäten, um Ingenieur zu werden, entschied sich dann aber für eine Karriere als Schauspieler. Nach einem Schauspielstudium an der American School of Dramatic Arts hatte Cummings 1931 seine erste Rolle am Broadway unter dem Künstlernamen „Blade Stanhope Conway“, den er später in „Brice Hutchins“ änderte, bis er dann unter seinem richtigen Namen im Film bekannt wurde. Seine Filmkarriere begann er ab 1933 mit verschiedenen kleineren Rollen, ehe er 1935 von King Vidor in dessen Film Die Farm am Mississippi an der Seite von Gary Cooper seinen ersten substanziellen Part erhielt. Anschließend drehte er eine lange Reihe heute vergessener B-Filme, in denen er Hauptrollen spielte.
Anfang der 1940er-Jahre erreichte seine Karriere insbesondere durch Filmkomödien wie Mary und der Millionär oder Der Pilot und die Prinzessin, in denen er meist den charmanten und attraktiven Leading Men darstellte, einen ersten Höhepunkt. Er drehte aber auch in anderen Genres; in diese Zeit fielen auch seine Hauptrollen als idealistischer, angehender junger Arzt in dem vielfach ausgezeichneten Gesellschaftsdrama Kings Row und als unschuldig der Spionage bezichtigter Barry Kane in dem von Alfred Hitchcock inszenierten Kriegsthriller Saboteure. Die Zusammenarbeit mit Hitchcock wiederholte sich zwölf Jahre später bei dem Thriller Bei Anruf Mord, in dem Cummings als Liebhaber von Grace Kellys Hauptfigur auftrat.
In den 1950er-Jahren verlagerte sich Cummings Wirken zunehmend auf das Fernsehen. So spielte er von 1955 bis 1959 die Hauptrolle in der nach ihm benannten The Bob Cummings Show, für die er auch als Regisseur tätig war. In dieser Serie spielte er die Hauptrolle eines unverheirateten Frauenhelds und Fotografen. Anschließend war Cummings vornehmlich im Fernsehen zu sehen, seine beiden nachfolgenden Serien konnten allerdings nicht mehr an die Popularität der Bob Cummings Show anknüpfen. 
In den 1960er-Jahren übernahm Cummings noch ein paar größere Nebenrollen in verschiedenen Kinoproduktionen wie Die Unersättlichen und Immer mit einem anderen, ehe seine Kinokarriere zum Erliegen kam. In den 1970er-Jahren fanden sich nur noch wenige lohnende Fernsehrollen für Cummings; stattdessen tourte er mit Dinnertheatern durch die USA (dinner theatre verbanden ein Restaurantessen mit einem inszenierten Theaterstück, sie waren damals in den USA sehr beliebt und brachten viel Geld, galten aber als künstlerisch zweifelhaft).
Insgesamt umfasst das filmische Schaffen von Cummings zwischen 1933 und 1979 mehr als 100 Film- und Fernsehproduktionen. Im Jahr 1955 wurde er mit einem Emmy ausgezeichnet. Insgesamt wurde er sechs Mal für diesen Preis nominiert. Ihm zu Ehren wurden zwei Sterne auf dem Hollywood Walk of Fame eingelassen.

## Privates
Robert Cummings war in den USA als Fürsprecher eines gesunden und sportlichen Lebensstils bekannt, sein 1960 veröffentlichtes Ratgeberbuch How to Stay Young and Vital verkaufte sich millionenfach. Trotzdem oder gerade deshalb geriet er unter den Einfluss des zwielichtigen Arztes Max Jacobson, der ihm massenhaft Amphetamine und schließlich Meth zur angeblichen Leistungssteigerung verabreichte. Cummings wurde für den Rest seines Lebens drogenabhängig, was sich ab den 1960er-Jahren negativ sowohl auf seine Karriere wie auch auf viele persönliche Beziehungen auswirkte.
Der Schauspieler war insgesamt fünf Mal verheiratet und Vater von mindestens sieben Kindern. Zuletzt war er an Parkinson erkrankt und lebte in einem betreuten Wohnen für Schauspieler. Er starb im Dezember 1990 an Nierenversagen und einer Lungenentzündung.

## Filmografie (Auswahl)
- 1933: Seasoned Greetings (Kurzfilm)
- 1935: Die Farm am Mississippi (So Red the Rose)
- 1937: Schiffbruch der Seelen (Souls at Sea)
- 1937: Frisco-Express (Wells Fargo)
- 1938: Du und ich (You and Me)
- 1938: Über die Grenze entkommen (The Texans)
- 1939: Three Smart Girls Grow Up
- 1940: Spring Parade
- 1941: Mary und der Millionär (The Devil and Miss Jones)
- 1941: Allotria in Florida (Moon Over Miami)
- 1941: Die ewige Eva (It Started with Eve)
- 1942: Kings Row
- 1942: Saboteure (Saboteur)
- 1943: Auf ewig und drei Tage (Forever and a Day)
- 1943: Der Pilot und die Prinzessin (Princess O’Rourke)
- 1943: Das zweite Gesicht (Flesh and Fantasy)
- 1946: The Chase
- 1947: Michael schafft Ordnung (Heaven Only Knows)
- 1947: Briefe aus dem Jenseits (The Lost Moment)
- 1948: Schlingen der Angst (Sleep, My Love)
- 1948: Geld oder Liebe (Let’s Live a Little) (auch Produktion)
- 1949: Frau in Notwehr (The Accused)
- 1949: Guillotine (Reign of Terror)
- 1949: Flitterwochen mit Hindernissen (Tell It to the Judge)
- 1949: Liebe auch ohne Patent (Free for All)
- 1950: Das skandalöse Mädchen (The Petty Girl)
- 1951: Strandräuber in Florida (The Barefoot Mailman)
- 1952: Ein Baby kommt selten allein (The First Time)
- 1952–1953: My Hero (Fernsehserie, 32 Folgen)
- 1953: Heirate mich noch mal (Marry Me Again)
- 1954: Das blonde Glück (Lucky Me)
- 1954: Bei Anruf Mord (Dial M for Murder)
- 1955–1959: Alle lieben Bob (The Bob Cummings Show, Fernsehserie, 159 Folgen)
- 1958: Employees Only (Dokumentar-Kurzfilm, Sprecher)
- 1960: The Twilight Zone (Fernsehserie, Folge 2x01 King Nine Will Not Return)
- 1961–1962: The Bob Cummings Show (Fernsehserie, 22 Folgen)
- 1962: Meine Geisha (My Geisha)
- 1963: Beach Party
- 1964: Die Unersättlichen (The Carpetbaggers)
- 1964: Immer mit einem anderen (What a Way to Go!)
- 1964–1965: My Living Doll (Fernsehserie, 21 Folgen)
- 1965: Versprich ihr alles (Promise Her Anything)
- 1966: San Fernando (Stagecoach)
- 1967: Die Pagode zum fünften Schrecken (Five Golden Dragons)
- 1969–1973: Wo die Liebe hinfällt (Love, American Style, Fernsehserie, drei Folgen)
- 1971: Verliebt in eine Hexe (Bewitched, Fernsehserie, Folge 7x19)
- 1978: Das Glück wohnt auf Hawaii (Three on a Date, Fernsehfilm)
- 1979: Love Boat (The Love Boat, Fernsehserie, Folge 2x12)